# 蒲师文
蒲师文（13世纪—？），元朝官员，信仰伊斯兰教逊尼派的閩南化阿拉伯人，蒲寿庚的长子。

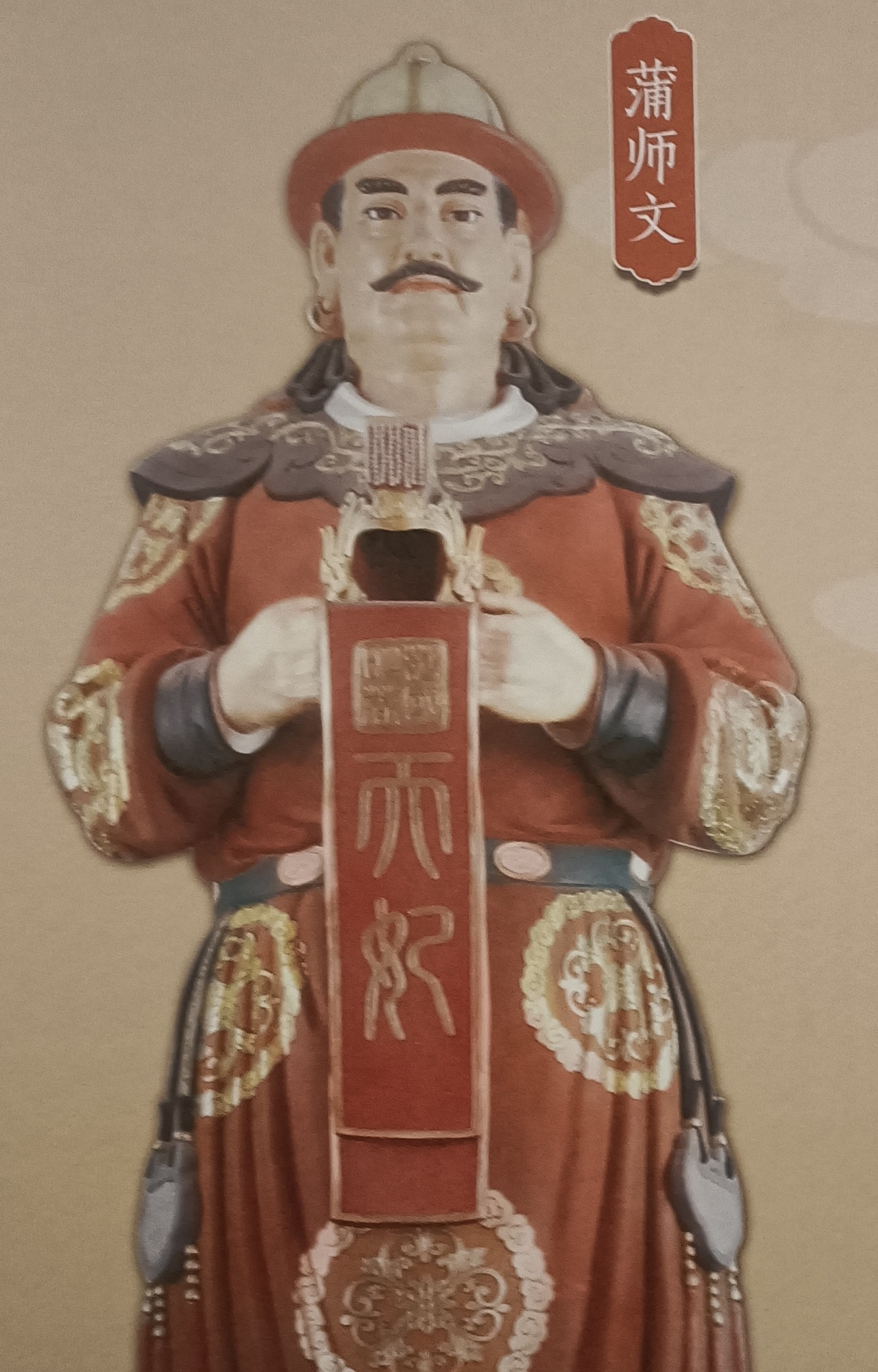
蒲师文塑像

## 生平
元世祖至元十五年（1278年）八月，时任正奉大夫、工部尚书、海外诸蕃宣慰使的蒲师文，秉承元世祖的旨意，受福建等处行中书省派遣，与蒲寿庚的亲信孙胜夫、尤永贤等人与外国通好，对各国进行安抚和宣导。至元十八年（1281年），蒲师文兼任提举福建道市舶，并凭借功劳承袭父亲蒲寿庚的官职，任官于福建平海等处行中书省。同年，元世祖加封妈祖为“护国明著天妃”，委派蒲师文代为主持册封仪式，举行郊祭；因此事，后来蒲师文成为妈祖的陪神之一。